# Tramlijn Wezep - De Zande
De tramlijn Wezep - De Zande was een tramlijn in Gelderland en Overijssel van Wezep naar stopplaats De Zande.

## Geschiedenis
De stroomtramlijn is aangelegd op normaalspoor (1435 mm) door de Nederlandsche Centraal-Spoorweg-Maatschappij en geopend op 6 oktober 1914. De lijn werd geëxploiteerd door de dochteronderneming Nederlandsche Buurtspoorweg-Maatschappij. 